# Новомиколаївська сільська рада (Бобринецький район)
| Новомиколаївська сільська рада — колишній орган місцевого самоврядування у Бобринецькому районі Кіровоградської області з адміністративним центром у с. Новомиколаївка. Історична дата утворення: 13 травня 1986 року. Сільській раді підпорядковані населені пункти: - с. Новомиколаївка - с. Степівка - с. Чигиринське |

## Склад ради
Рада складається з 12 депутатів та голови.

### Керівний склад ради
| ПІБ                            | Основні відомості                                                 | Дата обрання | Дата звільнення |
| ------------------------------ | ----------------------------------------------------------------- | ------------ | --------------- |
| Лисогор Антоніна Володимирівна | Сільський голова, 1964 року народження, освіта, позапартійна      | 26.03.2006   | 31.10.2010      |
| Лисогор Антоніна Володимирівна | Сільський голова, 1964 року народження, освіта вища, позапартійна | 31.10.2010   |                 |

Примітка: таблиця складена за даними джерела

## Населення
Згідно з переписом УРСР 1989 року чисельність наявного населення села становила 523 особи, з яких 244 чоловіки та 279 жінок.
За переписом населення України 2001 року в селі мешкало 448 осіб.

### Мова
Розподіл населення за рідною мовою за даними перепису 2001 року:
| Мова       | Відсоток |
| ---------- | -------- |
| українська | 95,98 %  |
| молдовська | 2,46 %   |
| російська  | 1,12 %   |
| білоруська | 0,45 %   |